# Überlauf (Druckguss)
Der Überlauf, auch Luftbohne genannt, hat im Druckguss die Aufgabe, flüssiges Metall, das Luft, Trennmitteldämpfe oder durch Verwirbelungen entstandene Oxide enthält, vom Formhohlraum abzuleiten. 
Die Überläufe sind Ausfräsungen im Formeinsatz nahe dem Formhohlraum, welche durch einen dünnen Anschnitt mit dem Formhohlraum verbunden sind. Diese sind mit Entlüftungskanälen versehen, die Luft und Trennmitteldämpfe nach außen abziehen lassen sollen.
Überläufe werden möglichst so platziert, dass Oxide und Überreste des Schmiermittels ausgewaschen werden, auch sollten sie für das Aufheizen von bestimmten Formbereichen sorgen. 